# Halowe Mistrzostwa Świata w Lekkoatletyce 2010 – skok o tyczce mężczyzn
Skok o tyczce mężczyzn – jedna z konkurencji rozgrywanych podczas 13. Halowych Mistrzostw Świata w hali Aspire Dome w Dosze.
Wymagane minimum A do udziału w mistrzostwach świata wynosiło 5,70. Eliminacje odbyły się 12 marca, a finał zaplanowano na kolejny dzień zawodów. W konkurencji tej startuje jeden reprezentant Polski – zawodnik Zawiszy Bydgoszcz Łukasz Michalski.

## Terminarz
| Data          | Godzina | Runda      |
| ------------- | ------- | ---------- |
| 12 marca 2010 | 09:15   | Eliminacje |
| 13 marca 2010 | 16:15   | Finał      |

## Rezultaty
| Poz. - pozycja \| CR - rekord mistrzostw \| NR - rekord kraju                                      |
| PB - rekord życiowy \| SB - najlepszy wynik w sezonie \| X - próba spalona \| – - pominięcie próby |

### Eliminacje
Do zawodów przystąpiło 19 zawodników z 15 krajów. Aby uzyskać awans do finału trzeba było pokonać poprzeczkę zawieszoną na wysokości 5,70 (Q) lub znaleźć się w gronie ośmiu zawodników z najlepszymi rezultatami (q). Po skokach na wysokości 5,60 w eliminacjach pozostało 9 zawodników, organizatorzy doszli do wniosku, że nie ma potrzeby dalszego rozgrywania eliminacji w celu wyłonienia najlepszej ósemki i do finału awansowali wszyscy zawodnicy, którzy pokonali wysokość 5,60 m.
| Pozycja | Zawodnik               | Reprezentacja     | 5,30 | 5,45 | 5,60 | Rezultat | Uwagi |
| ------- | ---------------------- | ----------------- | ---- | ---- | ---- | -------- | ----- |
| 1       | Steven Hooker          | Australia         | -    | -    | o    | 5,60     | q     |
| 1       | Michal Balner          | Czechy            | -    | o    | o    | 5,60     | q     |
| 1       | Konstandinos Filipidis | Grecja            | o    | o    | o    | 5,60     | q     |
| 1       | Derek Miles            | Stany Zjednoczone | -    | o    | o    | 5,60     | q     |
| 5       | Malte Mohr             | Niemcy            | -    | xo   | o    | 5,60     | q     |
| 6       | Dmitrij Starodubcew    | Rosja             | o    | -    | xo   | 5,60     | q     |
| 7       | Alexander Straub       | Niemcy            | -    | xo   | xo   | 5,60     | q     |
| 8       | Łukasz Michalski       | Polska            | xxo  | -    | xo   | 5,60     | q     |
| 9       | Steven Lewis           | Wielka Brytania   | xo   | xxo  | xxo  | 5,60     | q     |
| 10      | Renaud Lavillenie      | Francja           | -    | o    | xxx  | 5,45     |       |
| 10      | Giuseppe Gibilisco     | Włochy            | -    | o    | xxx  | 5,45     |       |
| 10      | Kim Yoo-suk            | Korea Południowa  | o    | o    | xxx  | 5,45     |       |
| 13      | Aleksandr Gripicz      | Rosja             | xo   | o    | xxx  | 5,45     |       |
| 14      | Kevin Rans             | Belgia            | -    | xo   | xxx  | 5,45     |       |
| 14      | Maksym Mazuryk         | Ukraina           | o    | xo   | xxx  | 5,45     |       |
| 14      | Timothy Mack           | Stany Zjednoczone | -    | xo   | xxx  | 5,45     |       |
| 17      | Yang Yansheng          | Chiny             | o    | xxx  |      | 5,30     |       |
| 18      | Spas Buchałow          | Bułgaria          | xxo  | xxx  |      | 5,30     | SB    |
| 18      | Damiel Dossévi         | Francja           | xxo  | xxx  |      | 5,30     |       |

### Finał
| Pozycja | Zawodnik               | Reprezentacja     | 5,45 | 5,55 | 5,65 | 5,70 | 5,75 | 5,80 | 5,85 | 6,01 | 6,16 | Rezultat | Uwagi |
| ------- | ---------------------- | ----------------- | ---- | ---- | ---- | ---- | ---- | ---- | ---- | ---- | ---- | -------- | ----- |
|         | Steven Hooker          | Australia         | -    | -    | -    | o    | -    | o    | -    | xxo  | xxx  | 6,01     | CR    |
|         | Malte Mohr             | Niemcy            | -    | o    | -    | xo   | -    | -    | xxx  |      |      | 5,70     |       |
|         | Alexander Straub       | Niemcy            | o    | -    | o    | xxx  |      |      |      |      |      | 5,65     |       |
| 4       | Konstandinos Filipidis | Grecja            | o    | o    | xxo  | xxx  |      |      |      |      |      | 5,65     |       |
| 4       | Derek Miles            | Stany Zjednoczone | o    | -    | xxo  | xxx  |      |      |      |      |      | 5,65     |       |
| 6       | Michal Balner          | Czechy            | o    | -    | xxx  |      |      |      |      |      |      | 5,45     |       |
| 6       | Dmitrij Starodubcew    | Rosja             | o    | -    | xxx  |      |      |      |      |      |      | 5,45     |       |
| 6       | Steven Lewis           | Wielka Brytania   | o    | -    | xxx  |      |      |      |      |      |      | 5,45     |       |
| 9       | Łukasz Michalski       | Polska            | xo   | -    | xxx  |      |      |      |      |      |      | 5,45     |       |